# Garden City (Misuri)
Garden City es una ciudad ubicada en el condado de Cass en el estado estadounidense de Misuri. En el Censo de 2010 tenía una población de 1642 habitantes y una densidad poblacional de 252,58 personas por km².

## Geografía
Garden City se encuentra ubicada en las coordenadas 38°33′44″N 94°11′43″O / 38.56222, -94.19528. Según la Oficina del Censo de los Estados Unidos, Garden City tiene una superficie total de 6.5 km², de la cual 6.4 km² corresponden a tierra firme y (1.51%) 0.1 km² es agua.

## Demografía
Según el censo de 2010, había 1642 personas residiendo en Garden City. La densidad de población era de 252,58 hab./km². De los 1642 habitantes, Garden City estaba compuesto por el 97.38% blancos, el 0.18% eran afroamericanos, el 0.91% eran amerindios, el 0.24% eran asiáticos, el 0% eran isleños del Pacífico, el 0.37% eran de otras razas y el 0.91% pertenecían a dos o más razas. Del total de la población el 1.71% eran hispanos o latinos de cualquier raza.